# Psilocurus tibialis
Psilocurus tibialis är en tvåvingeart som beskrevs av Hull 1961. Psilocurus tibialis ingår i släktet Psilocurus och familjen rovflugor.
Artens utbredningsområde är Texas. Inga underarter finns listade i Catalogue of Life.